# Sinteză
Sinteza (din gr. σύνθεσις, σύν (cu) și θεσις (plasând)), este o integrare a două sau mai multe elemente existente anterior care rezultă într-un lucru nou.